# Julaybib
 (juin 2017).
 (juin 2017).
Si vous disposez d'ouvrages ou d'articles de référence ou si vous connaissez des sites web de qualité traitant du thème abordé ici, merci de compléter l'article en donnant les références utiles à sa vérifiabilité et en les liant à la section « Notes et références ».
Julaybib est un martyre et l'un des compagnons le moins connu de Mahomet dans la communauté musulmane ancienne.
Son nom aurait été acquis avant son acceptation de l'Islam, et considéré comme inhabituel et incomplet. En langue arabe, Julaybib signifie petit cultivé, car étant la forme diminutive du mot jalbab, indiquant qu'il était petit et court, voire nain. Il a également été décrit comme étant damim, c'est-à-dire laid, déformé ou répugnant.
Solitaire, même les petits enfants de Médine l’embêtaient et se moquaient de lui en raison de son handicap, et personne ne voulait s’asseoir en sa compagnie. Il survécut du mieux qu’il put et passa beaucoup de nuits seul à Médine, pleurant de désespoir et arpentant les rues, personne ne voulant lui offrir ne serait-ce qu’un peu d’affection ou de compassion, sans famille et sans un seul ami au monde.

## Biographie
La lignée de Julaybib était inconnue et il n'y avait aucun récit de ses parents ou de la tribu à laquelle il appartenait. Il savait uniquement qu’il était arabe et qu'il était l'un des Ansâr à Médine.
Avec Julaybib à l'esprit, Muhammad est allé chez un homme Ansari et a déclaré : 
« Je veux que votre fille soit mariée ».
« Quelle merveille et bénédiction, messager de Dieu et quel plaisir pour les yeux (ce serait) », a-t-il répondu.
« Je ne la veux pas pour moi », a ajouté Muhammad.
« Alors, pour qui, O Messager de Dieu ? » demanda l'homme, évidemment déçu.
« Pour Julaybib », a déclaré Muhammad.
L'Ansari est allé consulter sa femme, lui disant le désir de Muhammad que leur fille soit mariée avec Julaybib. Sa femme le repoussa et protesta en disant : « À Julaybib ! Non, jamais à Julaybib ! Non, par Dieu, nous ne nous l'accorderons pas ».
Alors que Ansari se préparait à informer Muhammad de ce que disait sa femme, la fille entendait les protestations de sa mère : « Qui vous a demandé de se marier avec moi ? »
On dit[Qui ?] que la fille était si belle qu'il n'y avait personne parmi les femmes de ce clan qui pouvait rivaliser avec son apparence. Elle était si timide et modeste que peut-être le ciel lui-même n'avait jamais vu sa tête découverte. Elle avait tellement peur de son créateur et de sa piété, qu'elle passait ses jours et ses nuits en adoration. La fille a demandé ce qui se passait, on lui a dit que le Messager de Dieu voulait son mariage avec Julaybib. Comme la Mère a continué à pleurer et à pleurnicher, la fille a parlé, elle a dit : « Ma mère, ma peur, Allah pense à ce que vous dites, vous détournez le Messager de Dieu. O ma Mère, cela ne convient pas à un croyant de prendre sa propre décision, une fois que Dieu et son Messager ont décidé d'une question. Pensez-vous que le Messager de Dieu nous déshonorera? Que le statut de Julaybib est béni, que Dieu et son Messager demandent la main de votre fille en son nom. Savent que les anges eux-mêmes envoient la poussière sur les pieds de celui qui est aimé de Dieu et de son messager. Demandez au messager de m'envoyer Julaybib car il n'y a pas de plus grand privilège que d'être béni par un tel mari, le messager de Dieu est arrivé avec un cadeau si merveilleux que ma mère pleure, pleure. ».
Elle était mariée par Muhammad à Julaybib et ils vivaient ensemble jusqu'à ce qu'il soit tué dans une expédition.
Le jour de l'expédition, son beau-père l'avait plaidé : « O Julaybib, ce n'est qu'une expédition, ce n'est pas un jihad obligatoire, c'est un Jihad volontaire,  vous êtes marié vous passez du temps avec votre femme ».
Julaybib, celui qui avait passé toute sa vie dans le désespoir, avait maintenant trouvé une femme aimante. Mais il a répondu à la demande de son père et a dit : « O mon père, vous dites quelque chose d'étrange, mon Prophète bien-aimé est sur le champ de bataille face aux ennemis de l'islam et vous voulez que je m'assieds chez moi avec ma femme. Sacrifie mon sang et mon âme plutôt que de voir mon Prophète faire face aux difficultés alors que je suis assis à la maison dans le luxe ».
Julaybib a participé à une expédition avec Muhammad dans laquelle une rencontre avec certains ennemis s'est produite.
Après cette bataille, le Prophète de Dieu a demandé à ses compagnons d'aller voir si quelqu'un était absent de leur famille et de leurs clans. Chacun retournait la comptabilité pour tous les membres de sa famille. Alors le Prophète a parlé avec des larmes dans ses yeux, il a dit : « Mais j'ai perdu mon bien-aimé Julaybib, allez le trouver ». Ils ont trouvé son petit corps couché près de sept ennemis qu'il avait tués dans la bataille.
Le Prophète de Dieu a demandé qu'une fosse  soit creusée, comme l'a dit le Prophète de Dieu au corps de Julaybib. « O Allah, il est de moi et je suis de Lui », il l'a répété trois fois. Les compagnons pleuraient abondamment : « Que nos mères et nos pères soient sacrifiés pour vous O 'Julaybib, quel est votre statut ». Ainsi, un compagnon qui avait autrefois vécu comme un paria, évité par la société qui l'entoure aimait Dieu et son Messager et atteignait un statut aussi élevé. Celui qui n'était pas beau était béni d'une belle femme, celui qui était pauvre était béni par une femme riche, celui qui n'avait pas de famille ou de statut, était béni par une femme de statut noble et de lignage, celui qui avait vécu dans la solitude et le désespoir était aimé par Allah et son messager, il a dit au Messager de Dieu : « O Allah, il est de moi et je suis de lui »,.
Il est dit que « suite à son martyre, le ciel était rempli de milliers d'anges qui étaient venus participer à sa Janazah (prière mortuaire) ».